# Rudi Pawelka
Rudi Pawelka właśc. Rudolf Pawelka (ur. 24 marca 1940 we Wrocławiu) – niemiecki urzędnik policji i polityk pochodzący ze Śląska, przewodniczący Ziomkostwa Śląsk w latach 2000–2013.

## Życiorys
Urodził się we Wrocławiu jako drugie dziecko Herberta i Helene z d. Müller. Zimą 1945 roku wraz z rodziną ewakuowany z Wrocławia do Görlitz. Następnie zamieszkał w Bleckede, gdzie ukończył szkołę powszechną. W 1958 roku wstąpił do szkoły policyjnej, osiągając w służbach mundurowych najwyższy stopień urzędniczy – Komendanta Głównego Policji. 
Od 1971 roku działał w CDU, w której był w latach 1975–1990 przewodniczącym struktur partii w dzielnicy Leverkusen - Rheindorfie. W latach 1990–1994 i 2004–2009 roku był radnym miejskim w Leverkusen, gdzie mieszka od roku 1961. 
Zaangażowany w działalność środowisk wypędzonych i przesiedleńców. Do 2005 roku pełnił obowiązki prezesa rady nadzorczej Powiernictwa Pruskiego.
Jest żonaty, ma syna i dwie córki.

## Kontrowersje
Za jedną z praprzyczyn wybuchu II wojny światowej Pawelka uznaje skutki traktatu wersalski. Jednocześnie przyznaje, że zawstydzają go czyny narodowosocjalistycznego państwa i nie relatywizuje tych zbrodni, a sprzeciwia się próbom ukrycia zbrodni innych krajów za zbrodniami niemieckimi. 
Przed zjazdem Ziomkostwa Śląsk w czerwcu 2013 roku wyciekł tekst kontrowersyjnego przemówienia Pawelki, w którym apelował, by Polacy i Czesi przeprosili za powojenne wysiedlenia Niemców i przyznali im odszkodowania za pozostawiony i utracony majątek. Wskutek tego z udziału w zjeździe zrezygnowała część zaproszonych gości, a dwóch członków prezydium ustąpiło ze stanowisk. Na październikowym nadzwyczajnym zgromadzeniu delegatów, po kontrowersyjnym przemówieniu Pawelki, zgłoszony został wniosek o odwołanie go ze stanowiska, który poparła większość głosujących.